# Хербиг, Михаэль
Михаэль «Задира» Хербиг (нем. Michael «Bully» Herbig, род. 29 апреля 1968, Мюнхен) — немецкий актёр, режиссёр, продюсер и сценарист.

## Биография
Его карьера началась в 1992 году с выступлений на радио (около 800 выпусков), что привело к дальнейшим появлениям на телевидении. Более широкую известность Хербиг получил после комедийного шоу «Задира-парад» вместе с его друзьями Риком Каванияном, Кристианом Трамицем и Дианой Херольд. Программа включала пародии на Звёздный путь, вестерны и австрийский фильм Сисси. Он попросил зрителей проголосовать, на какую тему снимать фильмы про персонажей шоу, первый из которых, Мокасины Маниту, в 2001 году стал одним из самых успешных немецких фильмов на сегодняшний день, собрав более 11,7 миллиона зрителей. Второй — Космический дозор. Эпизод 1 — стал не менее коммерчески успешным и закрепил карьеру Михаэля.
7 января 2008 года в журнале Разнообразие было сказано, что Хербиг снимется в фильме-адаптации мультфильма Вики, маленький викинг. Он также стал и режиссёром этого детского приключенческого фильма, премьера которого состоялась 9-го сентября следующего года.

## Фильмография

### Актёр
- 1999 — Спасатели: женщины, пьянка и спасение жизни — Пол Беннерт
- 2001 — Мокасины Маниту — Абахачи / Виннетуч
- 2002 — Новые муравьи в штанах — хирург
- 2004 — Возвращение в Гайю — Бу
- 2004 — Космический дозор. Эпизод 1 — Чмок
- 2005 — Pastewka — камео
- 2006 — Призрак в законе — Хуи Бу / Риттер Болдуин
- 2007 — Переполох в Гималаях (мультфильм) — Лисси / Игнац / Эрвин (слуга Бусси) / камео
- 2008 — Астерикс на Олимпийских играх — Всегдамолчус
- 2008 — История Бранднера Каспара (нем. Die Geschichte vom Brandner Kaspar) — Бондлькрамер
- 2009 — Вики, маленький викинг — Рамон Мартинец Конгаз
- 2009 — Хорст Шламмер — кандидат! — камео
- 2009 — Der große Jahresrückblick — камео
- 2010 — Жизнь слишком длинна
- 2011 — Отель Люкс — Ганс Цайсиг
- 2012 — Зеттль — Макс Цеттель
- 2013 — Бёрт Уандерстоун — Люциус Бельведер
- 2016 — Четверо против банка — Тобиас
- 2017 — Парад задир. Фильм — Виннету / Чмок / Сисси / Сиги Соло / король Людвиг / Лутц / Луковка 1

### Режиссёр
- 2000 — Эркан и Штэфан (нем. Erkan & Stefan)
- 2001 — Мокасины Маниту (нем. Der Schuh des Manitu)
- 2004 — Космический дозор. Эпизод 1
- 2007 — Переполох в Гималаях (мультфильм)
- 2009 — Вики, маленький викинг (нем. Wickie und die starken Männer)
- 2017 — Парад задир. Фильм (нем. Bullyparade: Der Film)
- 2018 — Воздушный шар